# Carole King
Carole King Klein (pseudônimo de Carol Joan Klein; Brooklyn, Nova Iorque, 9 de fevereiro de 1942), é uma cantora, compositora e musicista estadunidense. Uma das compositoras de maior sucesso da história da música americana, ela escreveu ou coescreveu 118 canções de sucessos que apareceram na Billboard Hot 100 durante a segunda metade do século XX. Ela também escreveu 61 sucessos que entraram nas paradas do Reino Unido, tornando-a a compositora feminina mais bem-sucedida na parada de singles do país entre 1962 e 2005.
O grande sucesso de King começou na década de 1960, quando ela e seu primeiro marido, Gerry Goffin, escreveram mais de duas dúzias de sucessos nas paradas, muitos dos quais tornaram-se influência para diversos artistas. O sucesso de King como cantora só veio na década de 1970, após experimentar decepção comercial com seu álbum de estreia Writer, marcou sua descoberta com Tapestry, que liderou a Billboard 200 por 15 semanas em 1971 e recebeu certificado de diamante pela Recording Industry Association of America (RIAA). Ganhou quatro prêmios Grammy na edição de 1972, incluindo Álbum do Ano, Gravação do Ano e Canção do Ano. A revista  Rolling Stone o considerou o 25º entre os 500 maiores álbuns de todos os tempos.
King lançou 25 álbuns solo, sendo o mais bem-sucedido Tapestry, que manteve o recorde de mais semanas em primeiro lugar por uma artista feminina por mais de 20 anos. Suas vendas de discos foram estimadas em mais de 75 milhões de cópias em todo o mundo. Ela ganhou quatro prêmios Grammy e foi incluída no Songwriters Hall of Fame. King foi incluída duas vezes no Rock and Roll Hall of Fame, como intérprete e como compositora. Ela recebeu o Prêmio Gershwin de Canção Popular da Biblioteca do Congresso em 2013, sendo a primeira mulher a ser homenageada com essa distinção. Além disso, foi uma das homenageadas do Kennedy Center em 2015.

## História
Carole King deve-se, em parte, a instituição e a criação de raízes no estilo hoje definido como cantautor, então baseado em escolhas de melodias simples e levemente adornadas de pop/rock.
Nascida a 9 de fevereiro de 1942 com o nome de Carole Joan Klein, Carole King iniciou a sua aprendizagem na música ainda criança. Apenas com quatro anos já aprendia piano, e, alguns anos mais tarde, já adolescente, formou o seu primeiro grupo. Contudo, foi já na faculdade que Carole conheceu alguns dos nomes que mais influenciaram a sua música, como Paul Simon, Neil Sedaka ou Gerry Goffin, com quem acabou por casar. A parceria com Goffin foi, contudo, bem mais além do matrimônio, já que a dupla começou a escrever em conjunto uma série de canções que acabaram por conquistar lugares de destaque nos tops. Entre estas, destacam-se "Will You Love Me Tomorrow" cantada pelas The Shirelles, ou "The Locomotion", levada a palco por Little Eva. É dessa época a composição, também em parceria com o marido, "Chains". Esta é famosa também por ser das poucas composições de outros autores gravadas pelos Beatles. Isso aconteceu no primeiro álbum inglês da banda, Please Please Me. E algumas de várias composições de grande sucesso, gravadas por The Monkees, na autoria parceira de Carole King e Gerry Goffin (cônjuges), a exemplo de "Take a giant step", "Sometime in the Morning", "Pleasent valley sunday". "Porpoise Song (Theme from Head)", "Star Colector".
Ainda assim, e apesar dos êxitos como compositora, a carreira de King a solo teimava em não singrar. No meio dos anos 60 decidiu fundar a Tomorrow Records, uma vez mais ao lado do marido e do crítico Al Aronowitz. O casamento com Goffin terminou pouco depois, antes de um novo matrimónio, então com Charles Larkey, baixista dos Myddle Class, que integravam o catálogo da Tomorrow.
Em 1968, juntamente com Danny Kortchmar, funda os The City, que lançaram um único álbum, Now That's Everything Been Said, mas que acabou por ser um verdadeiro fracasso de vendas dada a recusa de King em actuar ao vivo, por ter medo de entrar em palco. Contudo, e a partir desse ano, King investiu definitivamente na sustentação e lançamento da sua carreira a solo, e lança "Writer" em 1970. Apesar dos resultados não terem sido os esperados, o ímpeto ficou para a edição de um novo conjunto de originais. Tapestry, editado em 1971, mostrou-se como o grande triunfo de Carole King. O disco acabou por ficar nos tops durante mais de seis anos e conseguiu bater sucessivos recordes de vendas. Ainda em 71, King lança Music, um digno sucessor do disco vencedor, que trouxe consigo um novo single número 1 - "Sweet Seasons". Os êxitos prolongaram-se depois em álbuns como Rhymes and Reasons de 1972 e Wrap Around Joy de 1974.
Um ano mais tarde, e ao lado de James Taylor, David Crosby e Graham Nash, a dupla King/Goffin voltou a entrar em acção para a elaboração do álbum Thoroughbred. Mais tarde, o lançamento de "Simple Things" proporcionou a partida para a primeira digressão em pleno, ao lado dos Navarro. Ainda nesse mesmo ano, King casou-se novamente, então com Rick Evers, que acabou por falecer um ano mais tarde devido a uma overdose de heroína.
O início da década de 80 ficou marcado pelo abandono de King de grande parte da sua actividade no mundo do espectáculo, preferindo desde então viver numa pequena localidade no estado do Idaho, onde iniciou uma colaboração frutuosa com movimentos ambientalistas. "Speeding Time" de 1983 marcou o início do hiato de mais de seis anos, até à edição de City Streets de 1989, álbum que contou com a participação de Eric Clapton.
Colour Of Your Dreams de 1993 incluiu a participação do guitarrista Slash do Guns N' Roses, antes de 1994 Carole King aparecer pela primeira vez no musical Bloodbrothers da Broadway. Em 1996 foi a vez de lançar o álbum Time Gone By, antes de Goin' Back de 1997 e Breaking Up Is Hard To e Love Makes the World, igualmente em 2001.

## Discografia
- 1970: Writer (EUA#84)
- 1971: Tapestry (EUA#1, UK #4)
- 1971: Music (EUA#1, UK #18)
- 1972: Rhymes and Reasons (EUA#2, UK #40)
- 1973: Fantasy (EUA#6)
- 1974: Wrap Around Joy (EUA#1)
- 1975: Really Rosie (EUA#20)
- 1976: Thoroughbred (EUA#3)
- 1977: Simple Things (EUA#17)
- 1978: Welcome Home (EUA#104)
- 1979: Touch the Sky (EUA#104)
- 1980: Pearls: Songs of Goffin and King (EUA#44)
- 1982: One to One (EUA#119)
- 1983: Speeding Time
- 1989: City Streets (EUA#111)
- 1993: Color of Your Dreams
- 1994: In Concert (EUA#160)
- 1994: Time Gone By
- 1996: Carnegie Hall Concert: June 18, 1971
- 1997: Time Heals All Wounds
- 2001: Love Makes the World (EUA#158)
- 2005: The Living Room Tour (EUA#17)
- 2007: Love Makes the World (EUA#18)
- 2011: A Holiday Carole

### Coletâneas
- 2003: Perfil - Carole King